# バターン (空母)
バターン (USS Bataan, CVL-29) は、アメリカ海軍の航空母艦。インディペンデンス級の8番艦。艦名は太平洋戦争初期にフィリピンで行われたバターンの戦い (Battle of Bataan) に因む。

## 艦歴
「バターン」はニュージャージー州カムデンのニューヨーク造船所で軽巡洋艦「バッファロー (USS Buffalo, CL-99) 」として起工する。1942年6月2日に CV-29 に艦種変更および「バターン」へ艦名変更する。1943年7月15日に CVL-29 へ再変更、1943年8月1日にジョージ・D・マレー少将の夫人によって命名・進水し、1943年11月17日にV. H. シェーファー艦長の指揮下で就役した。整調航海の後に太平洋艦隊に配属された。

### 1944年 - 1945年
日本軍との初期の交戦で、「バターン」の艦載機は1944年4月21日から24日までホーランディア、ニューギニアへの攻撃を行った。その後、トラック島、サタワン環礁、ポナペへの攻撃（4月29日 - 5月1日）、サイパン、マリアナ諸島への攻撃（6月11日）、第一次小笠原諸島攻撃（6月15日、16日）、マリアナ沖海戦（6月19日、20日）、第二次小笠原諸島攻撃（6月24日）に参加。
その後、「バターン」は修理のために本国へ帰還。修理の完了後、第58任務部隊（マーク・ミッチャー中将）に加わり、沖縄攻略支援（1945年3月17日 - 5月30日）に従事する。この間に「バターン」の艦載機は4月7日に戦艦「大和」攻撃に参加した（坊ノ岬沖海戦）。4月18日には北緯26度42分 東経130度38分 / 北緯26.700度 東経130.633度の水域で潜水艦を攻撃して撃沈を報じ、この潜水艦は「伊56」と判断されたが、「伊56」はおそらく4月18日より前に駆逐艦「ハドソン (USS Hudson, DD-475) 」に撃沈された。
「バターン」はフィリピンに後退し、第3艦隊（ウィリアム・ハルゼー大将）に合流して日本本土攻撃に従事する（7月10日 - 8月15日）。「バターン」はジェラルド・F・ボーガン少将率いる第38.3任務群に加わる。同部隊は「バターン」の他、空母「エセックス (USS Essex, CV-9) 」「タイコンデロガ (USS Ticonderoga, CV-14) 」「ランドルフ (USS Randolph, CV-15) 」および「モンテレー (USS Monterey, CVL-26) 」で構成された。7月14日と15日には函館および青函連絡船を攻撃したが、天候情報収集に飛び立った艦載機2機が行方不明となった。

### 戦後
「バターン」は本国に帰還し、1945年10月17日にニューヨークに到着。その後マジック・カーペット作戦に従事し、1946年1月10日にフィラデルフィアに到着。不活性化が行われ、1947年2月11日に予備役となる。
「バターン」は1950年5月13日にフィラデルフィアで再就役した。1950年6月に朝鮮戦争が始まり、7月にサンディエゴに到着。空軍の物資と人員を搭載すると東京湾に向けて11月16日出港する。12月15日に韓国水域に到着し、1951年6月まで艦載機による地上支援攻撃を行った。
「バターン」は1951年6月2日に西海岸へ向けて出発し、サンディエゴで短期間の停泊の後7月9日にオーバーホールのためワシントン州ブレマートンに向けて出港。11月20日にサンディエゴへ戻り、1952年1月27日に横須賀へ向かい、続いて沖縄の中城湾に向かった。「バターン」は沖縄沖での訓練を4月29日まで続け、朝鮮半島へ展開した。1952年の夏を通して日本と韓国の間で作戦従事し、8月11日にサンディエゴに向かう。10月27日に再び極東に展開し、1953年5月10日まで作戦活動を行った後、サンディエゴに帰還した。
「バターン」は7月31日までオーバーホールと訓練を行いながらサンディエゴに留まる。その後、真珠湾から神戸、横須賀に向かい、1953年8月26日に不活性化のため帰国。1954年4月9日にサンフランシスコで予備役となり、1959年9月に除籍、1961年5月にスクラップとして売却された。
「バターン」は第二次世界大戦での戦功により6つの、朝鮮戦争での戦功により7つの従軍星章を受章した。